# ブライアン・リード
ブライアン・リード（Brian Reid、1992年10月2日 - ）は、アメリカ合衆国のプロレスラー。カリフォルニア州ヒルバレー出身。

## 来歴

### インディー団体
2012年よりプロレスラーとしてのキャリアを開始。2月26日、PWB（Pro Wrestling Bushido）にてブライアン・タネン（Brian Tannen）のリングネームでシージェイ・カルツ、ジョー・ディソウル、JRクラトスとの4Wayマッチでデビュー戦を行うが勝利するに至らなかった。
6月16日、APW（All Pro Wrestling）にてECWなどで活躍したムスタファ・サイードと対戦するが敗戦。
7月28日、KPA（KnokX Pro Academy）にてマーベリック & ザンダー・ジョーンズと組んでリキシ & ブラックパール & パーカー・グリーブスと6人制タッグマッチを行うが敗戦。
10月19日、VPW（Vendetta Pro Wrestling）にてジュリアン・キャッシュと対戦して勝利。翌20日にはAPWとVPWによる合同イベントにてサー・サムライとタッグを組んでAPW & VPWユニファイドタッグ王座を保持するスカ（ケビン・アンソニー & スナミ）に挑戦するが王座を奪取するに至らなかった。
2013年6月9日、PREMIERにてPREMIERヘビー級王座挑戦権獲得マッチをニック・ルイスと行い勝利し、挑戦権を獲得した。9月29日、PREMIERヘビー級王座を保持するジェフ・コッブに挑戦するも敗戦した。

### WWE
2013年10月6日、プロレスラーとしてのキャリア2年ながらWWEとディベロップメント契約を交わし入団。WWEパフォーマンスセンターにてトレーニングを開始。
2014年9月、NXTへと昇格し、リングネームをトニー・ブリッグス（Tony Briggs）へと変更。10月29日、NXTにてバロン・カービンとのシングルマッチにてデビューするが敗戦した。
2015年4月24日、WWEから解雇となった。

## 得意技
- ゲームチェンジャー
- オクラホマ・スタンピード